# پادووا
پادووا (به ایتالیایی: Padova) یک شهر و کمون در ناحیه ونتو در شمال ایتالیا است. این شهر مرکز استان پادوا و قطب اقتصادی و ارتباطی ناحیه‌است. جمعیت این شهر (طبق سرشماری سال ۲۰۰۸) ۲۱۲٫۵۰۰ نفر است. پادووا در کنار رودخانه باکیلیون، ۳۰ کیلومتری غرب ونیز، ۲۹ کیلومتری جنوب شرقی ویچنزا قرار دارد. پادوا شهری دانشجویی محسوب می‌شود و ۷۰۰۰۰ دانشجو در آن مشغول تحصیل هستند، علاوه بر این دانشگاه این شهر ۸۰۰ سال سابقه دارد و بیشتر بخاطر درس خواندن گالیلئو گالیله در آنجا مشهور است.
دفتر مرکزی شرکت سافیلو (دومین تولیدکننده عینک جهان) در این شهر قرار دارد.

## نگارخانه

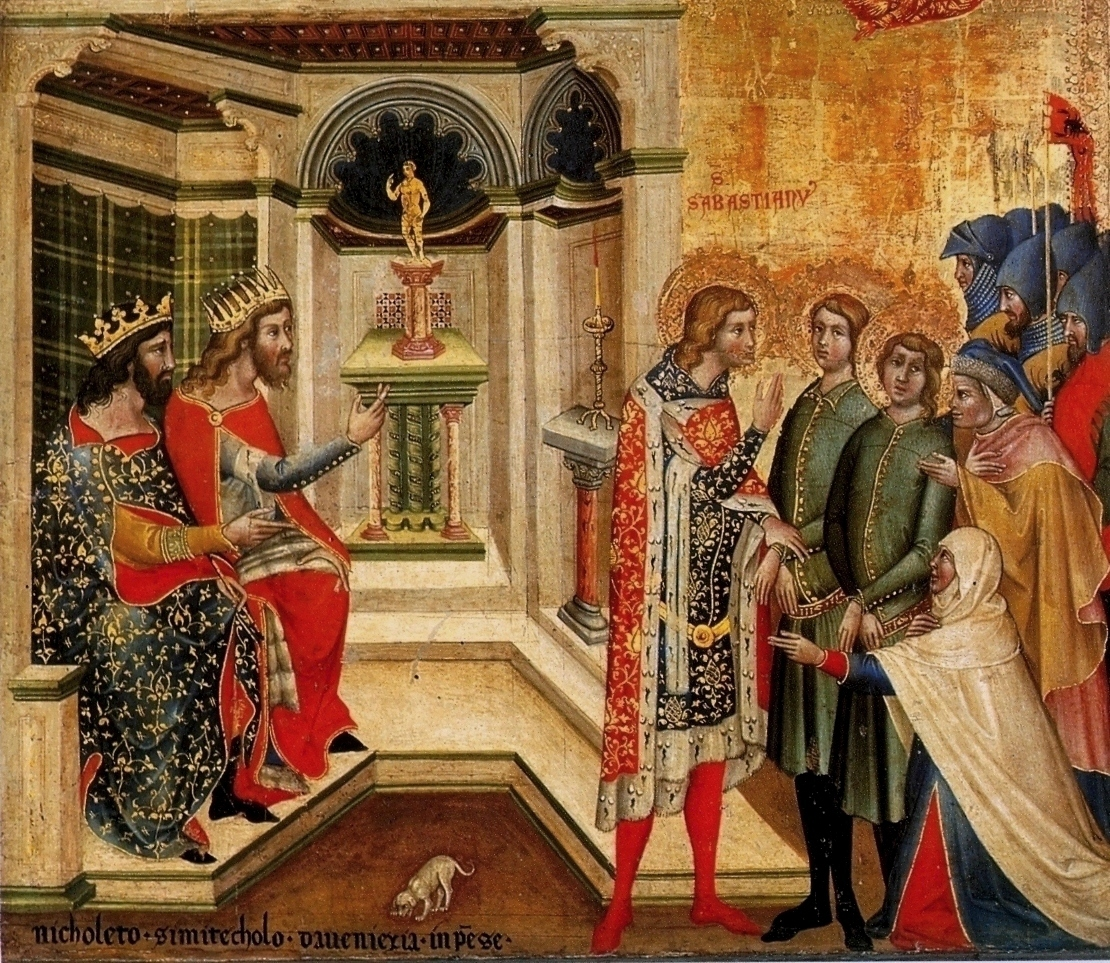
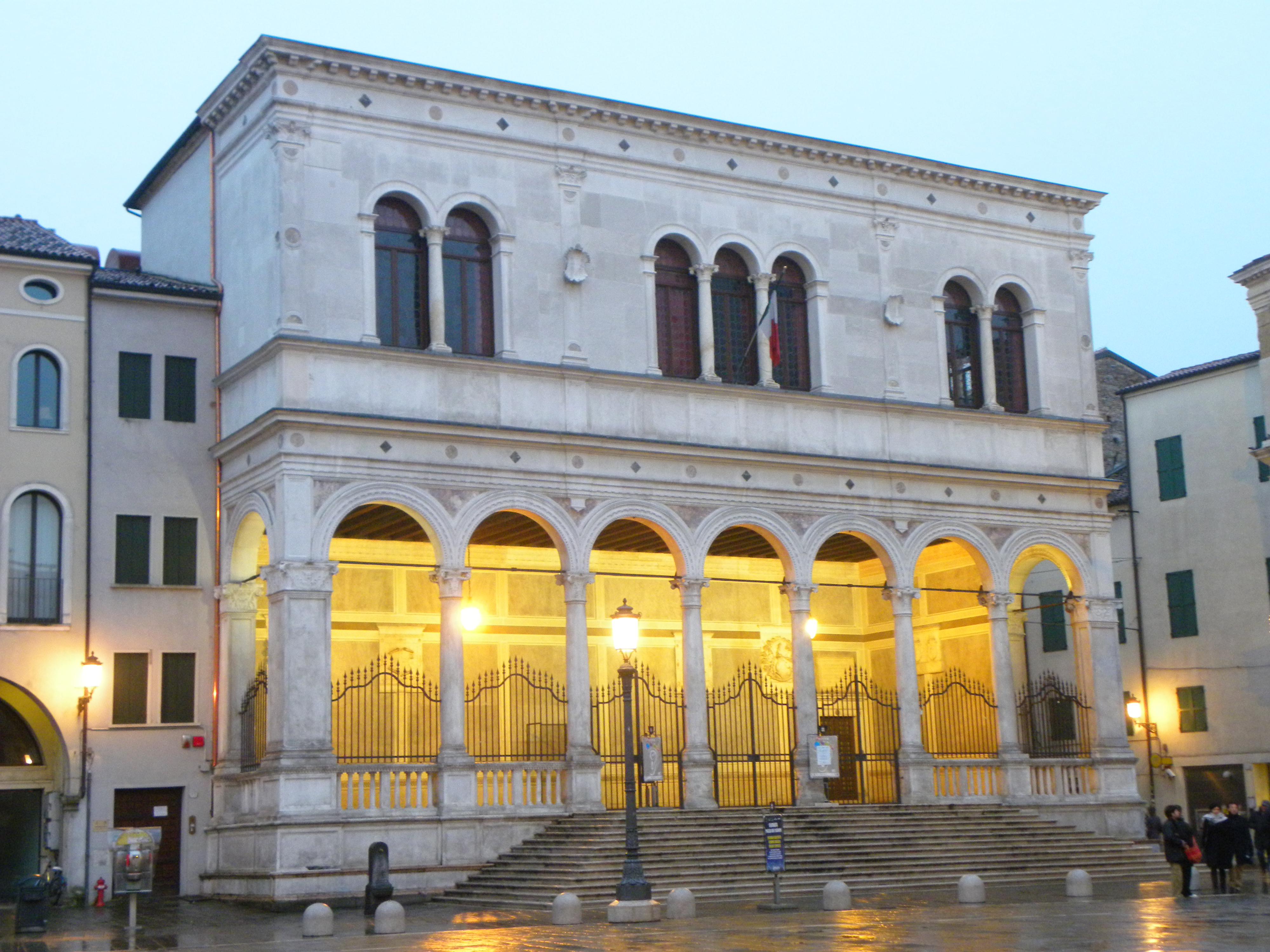